# Воскресеновка (Башмаковский район)
Воскресеновка — упразднённая деревня в Башмаковском районе Пензенской области. Входила в состав Подгорнского сельсовета. Ликвидирована в 2006 г.

## География
Располагалась в 10 км к западу от центра сельсовета села Подгорное, у южной окраины села Соломинка.

## История
В 1939 г. значится деревней Покровского сельсовета. В деревне располагался колхоз имени Чкалова.

## Население
Динамика численности населения села:
| Год             | 1911 | 1926 | 1939 | 1959 | 1979 | 1989 | 1996 |
| --------------- | ---- | ---- | ---- | ---- | ---- | ---- | ---- |
| Население, чел. | 113  | 169  | 378  | 293  | 55   | 29   | 17   |